# 清水東条湖立杭県立自然公園
清水東条湖立杭県立自然公園（きよみずとうじょうこたちくいけんりつしぜんこうえん）とは、兵庫県中部にある兵庫県立の自然公園である。

## 概要
兵庫県中部の西脇市、三田市、丹波篠山市、加東市の加古川東部に広がる。清水寺や東条湖を中心とした地域と、里山の景観が残る立杭周辺地域で構成されており、1957年4月27日に指定された。総面積は8,850ヘクタールで、うち特別地域が2,606ヘクタールとなっている。

## 名所

### 山岳
- 西光寺山 - 標高 712.9メートル。ふるさと兵庫50山。
- 虚空蔵山 - 標高 596メートル。ふるさと兵庫50山。
  - 立杭陶の郷
  - 兵庫陶芸美術館

### 湖
- 東条湖（鴨川ダム）

### その他
- 清水寺 - 西国三十三所第25番札所。
- 丹波立杭焼 - 立杭地区（兵庫県丹波篠山市）で焼かれる陶器、炻器で、六古窯の一つに数えられる。